# Astragalus dysbatophilus
Astragalus dysbatophilus es una especie de planta del género Astragalus, de la familia de las leguminosas, orden Fabales.

## Distribución
Astragalus dysbatophilus se distribuye por Irán.

## Taxonomía
Fue descrita científicamente por Zarre & Podlech. Fue publicado en Feddes Repertorium 116: 74 (2005).